# Alice Pollard

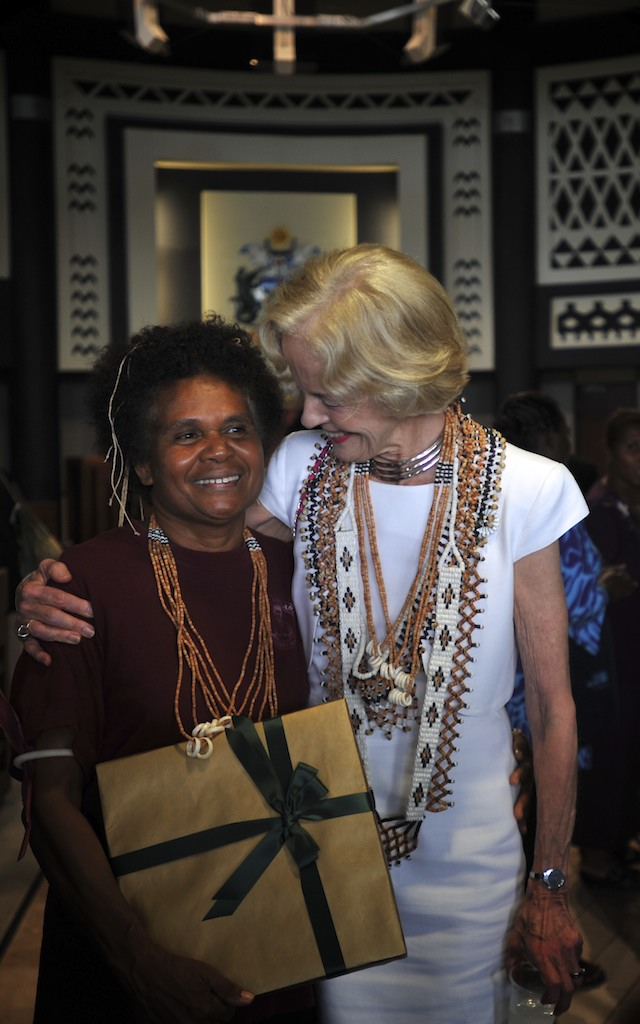
Alice Pollard mit der australischen Generalgouverneurin Quentin Bryce.

Alice Aruhe’eta Pollard ist eine Frauenrechts- und Friedensaktivistin in den Salomonen.

## Leben

### Jugend und Ausbildung
Alice Aruhe’eta Pollard wuchs in Malaita auf und besuchte die Su’u Secondary School. Sie erwarb 1982 ein Lehrerdiplom der University of the South Pacific. Zwischen 1994 und 1997 machte sie einen Bachelor in Community Development und einen Master in Women’s Studies an der Victoria University in Australien.
2006 erlangte sie als zweite Frau aus den Salomonen einen Ph.D. Ihre Doktorarbeit hatte sie unter dem Titel „Painaha: Gender and Leadership in ’Are’Are Society, the South Sea Evangelical Church and Parliamentary Leadership-Solomon Islands“ an der Victoria University of Wellington gemacht. Ihre Betreuer waren Teresia Teaiwa, Prue Hyman und Kay Morris Matthews.

### Karriere
In den 1980ern begann Pollard für die Regierung der Salomonen zu arbeiten. Sie wurde 1988 Head of the Women’s Division (Leiterin des Frauenbüros). Sie unterbrach ihre Tätigkeit für die Regierung um ihre Studien abzuschließen und kehrte dann zurück um in der Women’s Division zu arbeiten (1997–1999). Dort war sie unter anderem Director of the Ministry of Women, Children and Family Affairs.
Pollard war Gründungsmitglied der Women for Peace-Gruppe in den Salomonen und spielte während des Bürgerkriegs eine aktive Rolle in der Friedensbewegung.
Als Verfechterin für Geschlechterfragen (gender issues) und Gemeindeentwicklung (community development) hat sie mehrere Gemeindeinitiativen entwickelt, darunter die Gründung einer Gruppe für Frauen aus de ländlichen Bereich in South Malaita. 1999 war sie Mitbegründerin der West ’Are’are Rokotanikeni Association (auch: Rokotanikeni Savings Group), einerFrauenorganisation im ländlichen Bereich, welche wirtschaftliche Selbstbestimmung fördert und  Spar- und Darlehensvereine unterstützt. Bis Juli 2013 wurden dreizehn Clubs mit rund 3.500 Mitgliedern und Spareinlagen von knapp 3 Mio. SBD gegründet.
Pollard hatte mehrere Beraterposten. Von 2008 bis 2010 war sie Koordinatorin des Strategischen Programms „Frauen in der Regierung“ (Coordinator of Women in Government Strategic Programme), von 2009 bis 2011 war sie Vorsitzende des Hochschulrates des Solomon Islands College of Higher Education und Vorsitzende des University of the South Pacific Solomon Islands Campus Advisory Committee. Sie war auch Mitglied der National Financial Inclusion Taskforce (NFIT) der Central Bank of Solomon Islands.
2010 wurde sie Präsidentin der Solomon Islands Democratic Party. Sie ist Vorsitzende der Partei und Direktorin von deren Leadership Development Program.

### Werke
Pollard ist Verfasserin von Givers of Wisdom, Labourers Without Gain: Essays on Women in Solomon Islands und Mitherausgeberin mit Marilyn Waring von Being the First: Storis Blong Oloketa Mere Lo Solomon Aelan. Mit dem Fokus auf sozialer Gerechtigkeit hat sie in zahlreichen wissenschaftlichen Zeitschriften, inklusive Oceania veröffentlicht.

## Ehrungen
Pollard wurde 2016 vom Außenminister der Vereinigten Staaten (United States Secretary of States) für den International Women of Courage Award für die Salomonen nominiert.